# نویی-سن-ژرژ
نویی-سن-ژرژ (به فرانسوی: Nuits-Saint-Georges) یک کمون در فرانسه با جمعیت ۵٬۵۱۶ نفر است که در Canton of Nuits-Saint-Georges واقع شده‌است.